# Pérouse (Territoire de Belfort)
Ne doit pas être confondu avec Perrouse.
Pour les articles homonymes, voir Pérouse (homonymie).
Pérouse est une commune française située dans le département du Territoire de Belfort, la région culturelle et historique de Franche-Comté et la région administrative Bourgogne-Franche-Comté. 
Ses habitants sont appelés les Pérousiens.

## Géographie

### Localisation
Le village est situé à 3 km de Belfort, sur la route D 419, la Route de Bâle. Son territoire, qui couvre 497 hectares, est traversé par l'autoroute A36 reliant la Franche-Comté à l'Alsace. Autrefois était exploité sur le territoire de la commune le minerai de fer en grains que l'on trouve dans le sous-sol des terrains jurassiques de la région.

### Climat
Pour des articles plus généraux, voir Climat de la Bourgogne-Franche-Comté et Climat du Territoire de Belfort.
En 2010, le climat de la commune est de type climat de montagne, selon une étude du Centre national de la recherche scientifique s'appuyant sur une série de données couvrant la période 1971-2000. En 2020, Météo-France publie une typologie des climats de la France métropolitaine dans laquelle la commune est exposée à un climat semi-continental et est dans la région climatique  Vosges, caractérisée par une pluviométrie très élevée (1 500 à 2 000 mm/an) en toutes saisons et un hiver rude (moins de 1 °C). 
Pour la période 1971-2000, la température annuelle moyenne est de 9,7 °C, avec une amplitude thermique annuelle de 17,4 °C. Le cumul annuel moyen de précipitations est de 1 200 mm, avec 12,4 jours de précipitations en janvier et 10,5 jours en juillet. Pour la période 1991-2020, la température moyenne annuelle observée sur la station météorologique de Météo-France la plus proche, « Dorans », sur la commune de Dorans à 7 km à vol d'oiseau, est de 10,9 °C et le cumul annuel moyen de précipitations est de 974,0 mm. 
La température maximale relevée sur cette station est de 38,1 °C, atteinte le 24 juillet 2019 ; la température minimale est de −16 °C, atteinte le 20 décembre 2009,,. 
Les paramètres climatiques de la commune ont été estimés pour le milieu du siècle (2041-2070) selon différents scénarios d'émission de gaz à effet de serre à partir des nouvelles projections climatiques de référence DRIAS-2020. Ils sont consultables sur un site dédié publié par Météo-France en novembre 2022.

## Urbanisme

### Typologie
Au 1er janvier 2024, Pérouse est catégorisée ceinture urbaine, selon la nouvelle grille communale de densité à sept niveaux définie par l'Insee en 2022.
Elle appartient à l'unité urbaine de Belfort, une agglomération inter-départementale regroupant 16 communes, dont elle est une commune de la banlieue,,. Par ailleurs la commune fait partie de l'aire d'attraction de Belfort, dont elle est une commune de la couronne,. Cette aire, qui regroupe 91 communes, est catégorisée dans les aires de 50 000 à moins de 200 000 habitants,.

### Occupation des sols
L'occupation des sols de la commune, telle qu'elle ressort de la base de données européenne d’occupation biophysique des sols Corine Land Cover (CLC), est marquée par l'importance des territoires agricoles (44,9 % en 2018), en diminution par rapport à 1990 (48,2 %). La répartition détaillée en 2018 est la suivante :
forêts (34,1 %), zones agricoles hétérogènes (33,1 %), zones urbanisées (13,5 %), terres arables (6,6 %), mines, décharges et chantiers (5,9 %), prairies (5,2 %), zones industrielles ou commerciales et réseaux de communication (1,5 %). L'évolution de l’occupation des sols de la commune et de ses infrastructures peut être observée sur les différentes représentations cartographiques du territoire : la carte de Cassini (XVIIIe siècle), la carte d'état-major (1820-1866) et les cartes ou photos aériennes de l'IGN pour la période actuelle (1950 à aujourd'hui).

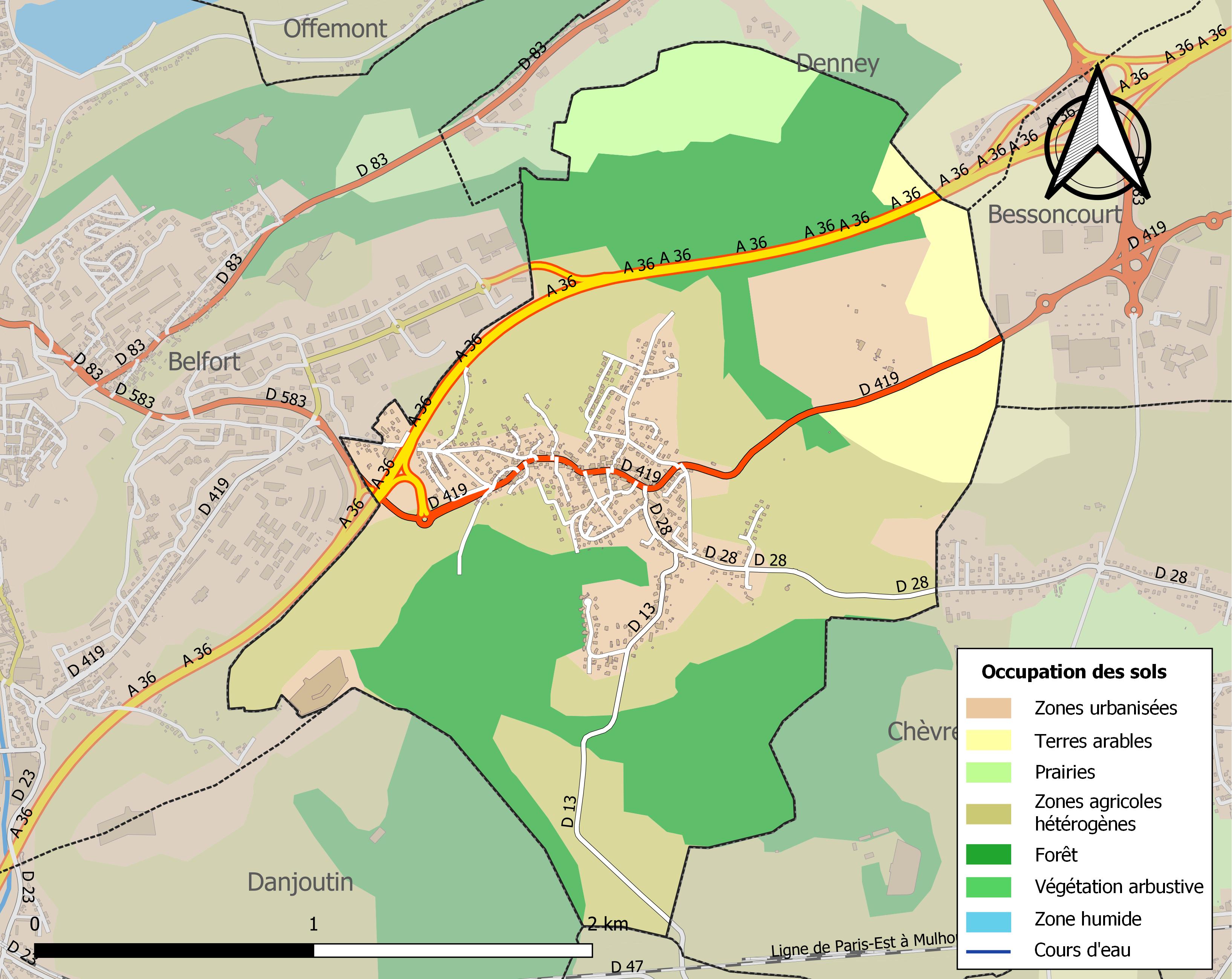
Carte des infrastructures et de l'occupation des sols de la commune en 2018 (CLC).

## Toponymie
- In Pago Pefferauga (792), Curtem Pheterhusen (1241), Perouse (1295), Pheterhusen (1394), Perrusen et Pherusen (1394), Pfetterhusen et Pfetterusen (1427), Perus (1576), Pfefferhausen[15], Perouze (1793).

Le nom du village parait procéder du latin petrosa qualifiant un endroit pierreux ou rocailleux ou encore de la via petrosa, une voie romaine empierrée semblable à celle qui passait dans le village voisin d'Offemont. La forme germanique Pheterhusen que l'on rencontre dans les archives en 1241 est peut-être liée à une confusion avec Pfetterhouse (Phetterhusen 1296) issue également de Petrosa et qui a aussi donné sa forme française de Pérouse, aujourd'hui délaissée.

## Histoire
Au Moyen Âge existait une colonge, propriété rurale exploitée par un colon, appartenant à l'évêque de Bâle. Pérouse forma par la suite avec Offemont une mairie rattachée à la prévôté d'Angeot. Au partage de la succession de Jeanne de Montbéliard, Pérouse, comme une grande partie de la région, échut à sa fille Ursule qui en 1350 vendit ses domaines à son beau-frère Albert II d'Autriche, comte de Ferrette par son mariage. Le village resta fief de la maison d'Autriche jusqu'en 1659, à la fin de la guerre de Trente Ans qui fut pour la contrée une période de misère. En 1573 le village regroupait une centaine d'habitants et possédait une église filiale de la paroisse de Phaffans. Ce n'est qu'en 1774 que Pérouse devint paroisse autonome, l'église Saint-Mathieu ayant été reconstruite en 1756. Le 20 janvier 1782, la réorganisation des limites entre évêchés fait passer Pérouse du diocèse de Bâle à celui de Besançon.
La proximité de Pérouse et de la place forte de Belfort a fait que le village fut ravagé plus souvent que ses voisins. Ne pouvant abattre Belfort, les soudards s'en prenaient aux populations civiles qui leur tombaient sous la main. C'est ainsi que le village fut détruit ou fortement endommagé vers 1630, en 1815 par les Autrichiens et en 1871 par les Prussiens.
Lors des combats du 18 juin 1940 qui ont vu la chute de la place forte de Belfort, Pérouse fut défendue par la 4e compagnie du 428e régiment de pionniers, commandée par le lieutenant Paul Hugot et par une compagnie du 4e bataillon de chasseurs pyrénéens, commandée par l'aspirant Landry avec pour mission d'interdire l'accès par la route de Vézelois.

## Politique et administration

### Liste des maires

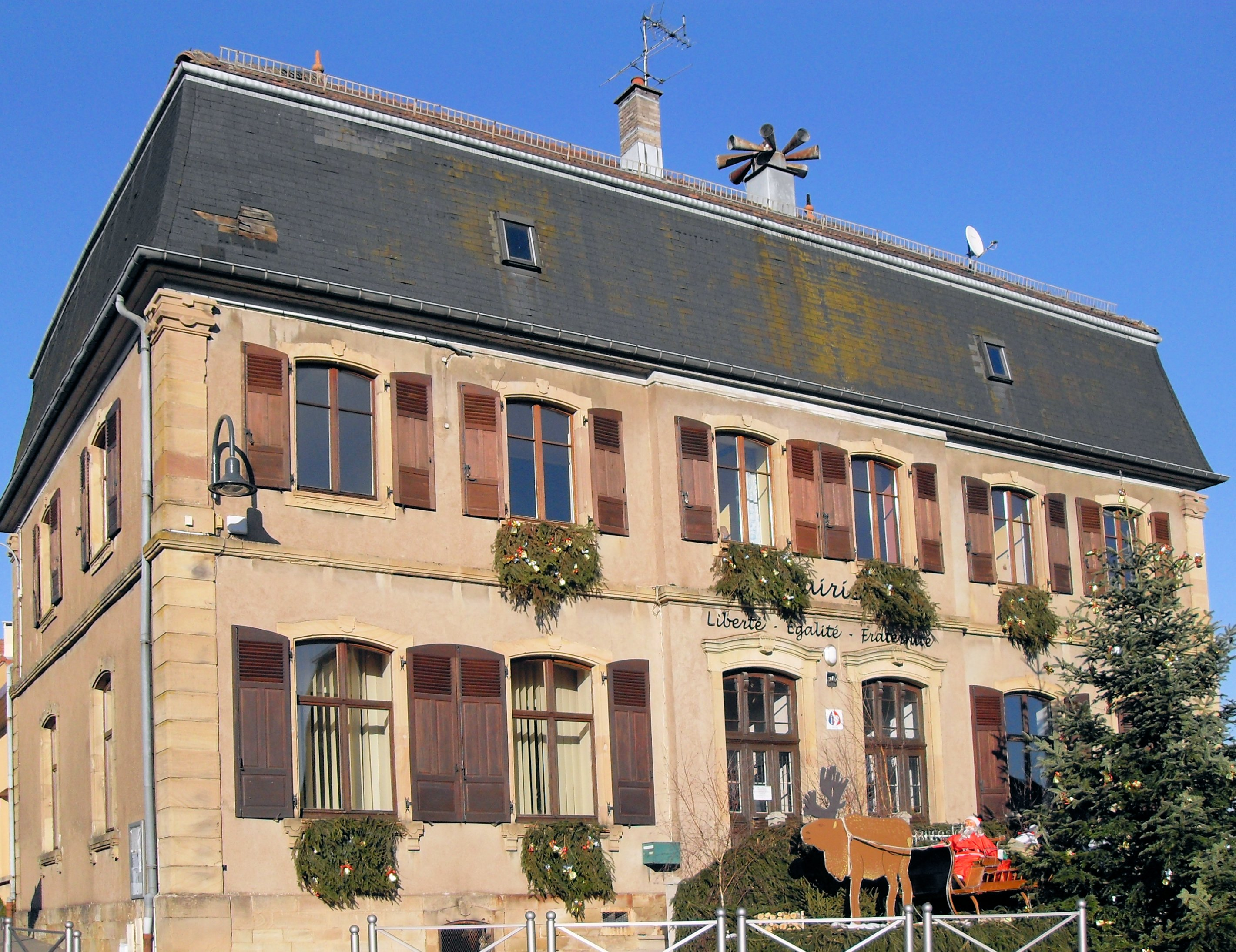
La mairie.

| Période                                  | Période     | Identité           | Étiquette | Qualité |
| ---------------------------------------- | ----------- | ------------------ | --------- | ------- |
| Les données manquantes sont à compléter. |             |                    |           |         |
| avant 1988                               | ?           | Claude Navion      |           |         |
| mars 2008                                | 25 mai 2020 | Christian Houille  |           |         |
| 25 mai 2020                              | En cours    | Jean-Pierre Cnudde |           |         |

## Population et société

### Démographie
L'évolution du nombre d'habitants est connue à travers les recensements de la population effectués dans la commune depuis 1793. Pour les communes de moins de 10 000 habitants, une enquête de recensement portant sur toute la population est réalisée tous les cinq ans, les populations de référence des années intermédiaires étant quant à elles estimées par interpolation ou extrapolation. Pour la commune, le premier recensement exhaustif entrant dans le cadre du nouveau dispositif a été réalisé en 2005.

En 2022, la commune comptait 1 199 habitants, en évolution de +3,01 % par rapport à 2016 (Territoire de Belfort : −2,78 %, France hors Mayotte : +2,11 %).
| 1793 | 1800 | 1806 | 1821 | 1831 | 1836 | 1841 | 1846 | 1851 |
| ---- | ---- | ---- | ---- | ---- | ---- | ---- | ---- | ---- |
| 330  | 395  | 395  | 384  | 401  | 401  | 463  | 466  | 493  |

| 1856 | 1861 | 1866 | 1872 | 1876 | 1881 | 1886 | 1891 | 1896 |
| ---- | ---- | ---- | ---- | ---- | ---- | ---- | ---- | ---- |
| 425  | 450  | 445  | 444  | 481  | 465  | 480  | 468  | 471  |

| 1901 | 1906 | 1911 | 1921 | 1926 | 1931 | 1936 | 1946 | 1954 |
| ---- | ---- | ---- | ---- | ---- | ---- | ---- | ---- | ---- |
| 504  | 531  | 571  | 552  | 562  | 577  | 576  | 544  | 625  |

| 1962 | 1968 | 1975 | 1982 | 1990 | 1999 | 2005 | 2006 | 2010  |
| ---- | ---- | ---- | ---- | ---- | ---- | ---- | ---- | ----- |
| 619  | 590  | 633  | 727  | 800  | 901  | 929  | 938  | 1 084 |

| 2015  | 2020  | 2022  | - | - | - | - | - | - |
| ----- | ----- | ----- | - | - | - | - | - | - |
| 1 157 | 1 180 | 1 199 | - | - | - | - | - | - |

L'augmentation de la population depuis les années 1960 s'explique par la proximité de Belfort, où travaillent nombre de nouveaux habitants.

### Santé
L'hôpital le plus proche est l'hôpital Nord Franche-Comté situé entre Belfort et Montbéliard, à Trévenans,.

## Culture locale et patrimoine

### Lieux et monuments

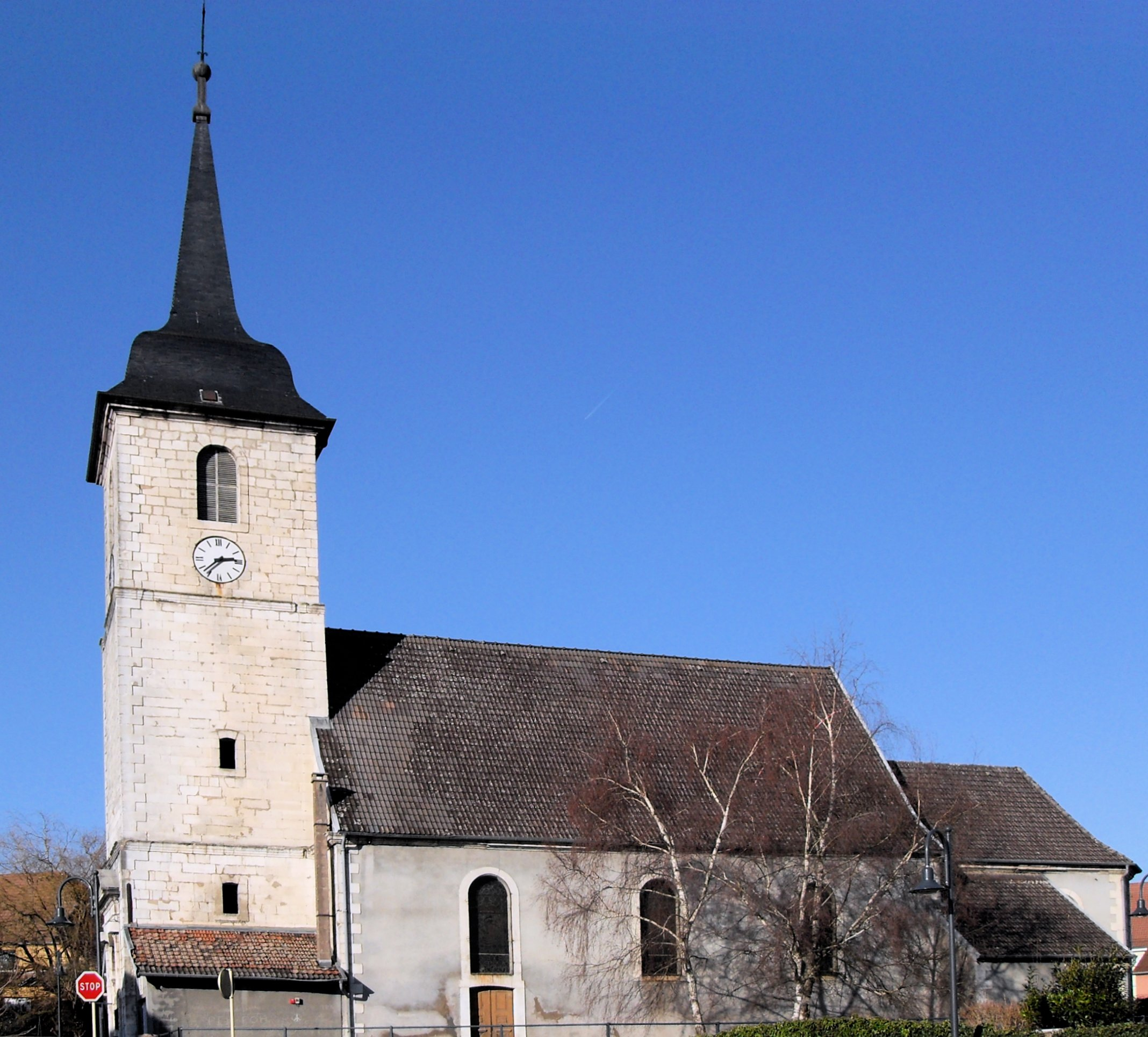
L'église Saint-Mathieu, côté sud.
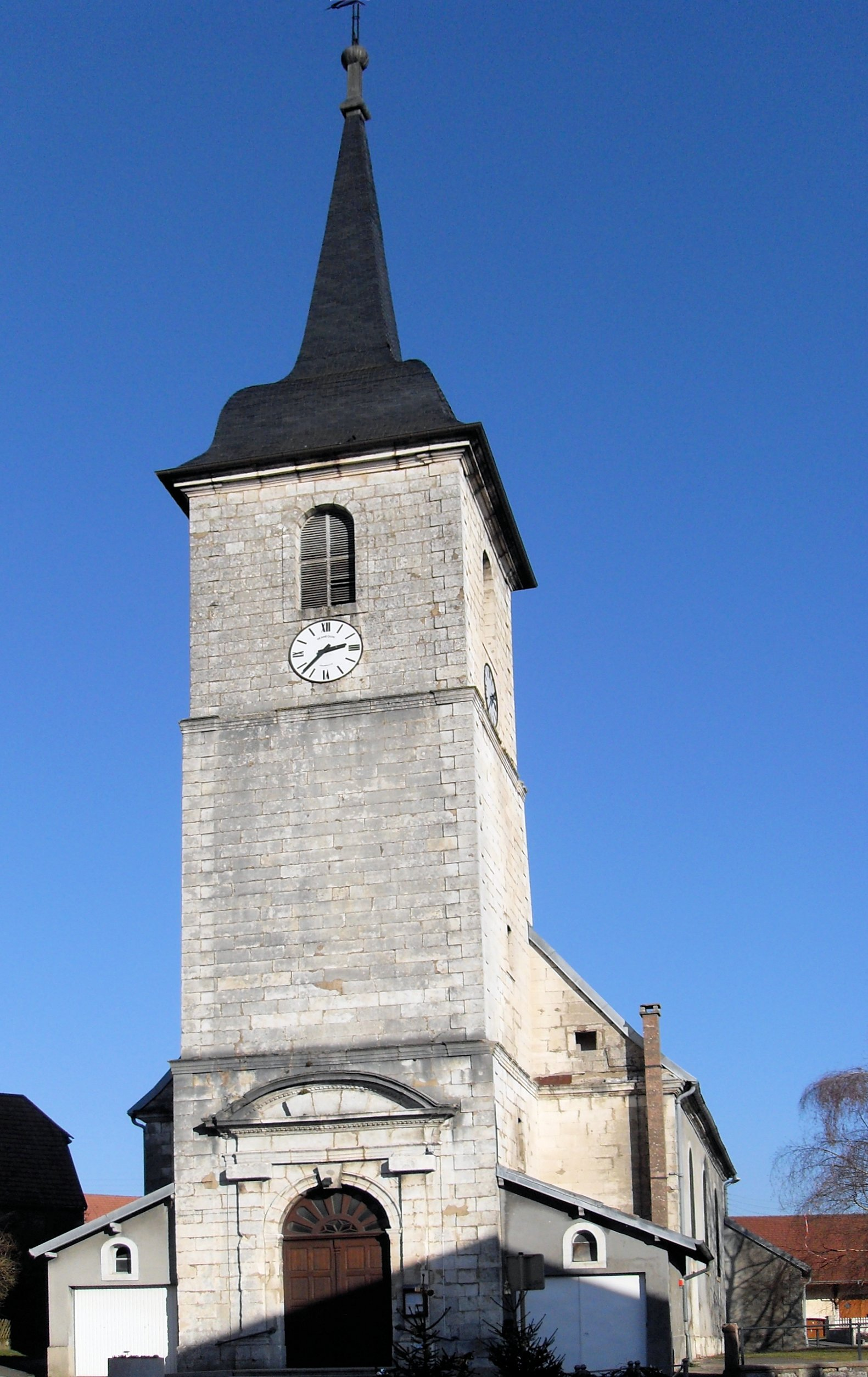
Le clocher.

### Héraldique
| Armes de Pérouse | Les armes peuvent se blasonner ainsi : de sable au lion d'or. |

## Pour approfondir